# 689 до н. е.

## Події
- Ассирійці захопили та піддають великим руйнуванням місто Вавилон.
- Традиційна дата заснування вихідцями з Родосу та Криту давньогрецької колонії Гела на півдні Сицилії.

### Астрономічні явища
- 11 січня. Кільцеподібне сонячне затемнення.[1]
- 7 липня. Повне сонячне затемнення.[1]
- 1 грудня. Часткове сонячне затемнення.[1]
- 30 грудня. Часткове сонячне затемнення.[1]